# 荒木巴
荒木 巴（あらき ともえ、10月13日 -）は、日本のお笑いマジシャン、イリュージョニスト、タレント、大道芸人、実業家。
新潟県長岡市出身。フリーの芸人として活動していたが、2010年10月からサンミュージックプロダクション所属となった。ボーイズバラエティ協会会員。株式会社パッションプリンセス代表取締役。
新潟県立長岡大手高等学校、大阪芸術大学文芸学科卒業。国内外で活動しており、連絡先として イリュージョン (奇術)マジックショー、エンターテインメント 制作会社兼個人事務所の株式会社パッションプリンセスがある。
身長164cm、B88cm、W62cm、H90cm。

## 略歴
- 15歳の時にロッテの「じゃがチップス」のCMに出演。
- 高校時代は演劇部に在籍。高校演劇大会・関東大会で主演で最優秀賞などを受賞、全国大会にも出場。
- 高校卒業後、劇団青年座の付属養成所に入所。これと並行して、劇団汎マイム工房のパフォーマー養成所、パフォーミング・アーツ・カレッジにも入る。1999年に汎マイム工房に入団。
- 2000年、文化庁の支援によりギリシャ、ユーゴスラビアでの海外公演に出演。
  - 同年、日本カウンセラー審議会による心理カウンセラーの資格を取得。
- 2001年に汎マイム工房退団後、マジシャンとしてデビュー。
- 2003年よりお笑いマジシャン、ドリームかずよしに師事。
- 2005年、マジシャンとして初めてR-1ぐらんぷりで準決勝に進出。同年、東京都文化局よりヘブンアーティストに認定される。
- 2006年、初の単独ライブ『春だ!桜だ!姫祭り!!』を開催。同年、モンゴル国の建国800周年記念祭などの海外公演にも出演。
- 2007年、演劇集団キャラメルボックスの女優温井摩耶とのパフォーマンスライブ「ふたり咲き」を主催。
- 2008年、5月13日から6月9日まで『東京デカダンス』のヨーロッパ公演に出演。また2008年度台北ー東京二国間交流事業「ウーダークン 迷樓ー東京」に出演。
- 2010年10月、サンミュージックプロダクション（プロジェクトGET）所属となる。
  - 過去には、オフィス笑門福来、有限会社なべやにも所属していた時期がある。
- 2018年4月、マジシャンとしての連絡先であった「巴プロジェクト」を法人化し、株式会社パッションプリンセスを設立。代表取締役として会社経営に携わると共にイリュージョンマジックショーの製作、エンターテイメントショー、お笑いライブの演出を手がける。{{
- 2019年4月、中国の伝統芸能であり、雑技の人気演目の変面を北京市にて修行し、習得する。
- 2020年、東京オリンピック応援パフォーマンスが東京都公式サイトにて配信
- 2021年、文化庁支援事業としてマジックと浅草喜劇、小田原 風魔忍者、謎解きとのコラボレーション公演を3ヶ所で開催
- 2022年9月、浅草公会堂にて、Mr.マリック、大事MANブラザーズバンドの立川俊之、ぺこぱ、永井佑一郎、鳥居みゆき、ママタルトらと1000人でスプーン曲げに挑戦するエンターテイメントショーを企画、製作、演出し、自らもイリュージョンで出演する。  公演グッズでは漫画家ののむらしんぼによるつるピカハゲ丸とのコラボレーション作品を製作

## 人物
- 母親は新潟県議会議員[2]。華道、茶道の指導をしているその母親の影響で幼少の頃から芸の道に携わる。
- 以前は六本木の、ニューハーフのショーパブで猿まわしをしていたことがあった。マジックを始めるようになったのは、そこでマジシャンを紹介されたのがきっかけだったという[2]。
- お皿の国のサラダ姫。自らを姫と名乗る。また「13歳のお姫様マジシャン」とも自称している（『99プラス』では、このように称して出演）。
- 「きらきらきらー」「さらさらさらー」などの言葉でマジックを始める。
- 尊敬するマジシャンはエスパー伊東、芸人は江頭2:50
- 芸人をする前は舞台役者だった。
- ハスキーボイスのような声質であり、これについては『あらびき団』出演時に、東野幸治に「酒焼け」と言われている。
- あいさつの時に『こんばんは』の『は』は『WA』ではなく『HA』と発音している。
- 女子プロレスLLPWが主催する「強い女オーディション」にてベスト6に入った事があり、筋肉質を自慢する事がある。
- 講談師田辺駿之介との二人会を主催するなど、浅草や国立演芸場などの寄席にも出演している。
- グラビアの芸人特集で二年連続で巨乳ベスト100にランクインしている。
- マイケル・ジャクソンファンであり、『チャンピオンズ』（テレビ東京）の『ムーンウォーク30メートル走』に出場した時には「ファン歴11年」（2009年の時点で）と紹介されていた。

## 得意技
- 皿回し（さらだ姫の由来）
- マジック
- にわとり女

ゴム手袋を鼻息で割る。なお、中学生当時は肺活量が女子の平均の2倍はあったという。
- パジャママジシャン（「ひろしー」と叫びながら布団の上で一人でイリュージョンマジックをする）

## 出演

### テレビ
- さまーずと優香の怪しい××貸しちゃうのかよ！！（テレビ朝日）- ショーパブマジシャンの喧嘩漫才で出演
- シブスタ S.B.S.T（テレビ東京）
『お笑いインディーズ』、2004年6月14日（この日はチャンピオンとなる）、同年6月30日他、全6回出演
- エンタの神様（日本テレビ）
安田大サーカスとのユニット「安田特大サーカス」で出演
- インパクト!（フジテレビ） - 第10回に出演
- 鬼嫁日記 いい湯だな - 2007年6月12日（第9話）
- KUNOICHI 2007秋（第7回大会、TBSテレビ） - 2007年9月5日
- くちコミ☆ジョニー!（日本テレビ） - 2007年11月、『フリマのジョニー』コーナーに出演
- あらびき団（TBSテレビ） - 第9回（2007年12月5日）、第19回（2008年2月27日）、第30回（2008年5月21日）の各回出演
- 笑っていいとも!増刊号（フジテレビ） - 『増刊号もチャンスがアルタ!!金のたまごクラブリターンズ』に出演
- アニメ探検隊（テレビ東京） - 2008年1月～3月 準レギュラー
- 超魔術世界一決定戦 W-1グランプリ（フジテレビ） - 2008年4月5日直前スペシャル 4月7日
- イツザイ（テレビ東京） - 『インディーズ芸人オーディション』（2008年9月20日初出演）、キャッチコピーは「ピンクイリュージョン」
- 99プラス（日本テレビ） - 2008年10月7日。「Mr.マリック（当日のゲスト）が脅威を感じるマジシャン」の一人として出演。
- うたばん（TBSテレビ） - 2008年11月6日。中川翔子のゲストとして「コスプレの達人」で登場。
- Tokyoマヨカラ（テレビ東京）-2009年4月9日～準レギュラー ヘブンアーティスト（大道芸人）として出演
- SUPER SURPRISE（日本テレビ）-2009年6月9日。「慎ちゃん・京サマ 都バスで飛ばすぜぃ！」において、京本政樹、柳沢慎吾に大道芸を披露。
- チャンピオンズ（テレビ東京） - 2009年9月3日『MJ追悼 ムーンウォーク30メートル走レコード』において、『スリラー』の曲と衣装で出場。
- Take Me Out（TBSテレビ） - 『ロンリーガールズ』として出演
- めざましテレビ公認 わがまま!気まま!旅気分（BSフジ、福島テレビ - 2009年10月17日、秋田テレビ - 2009年10月17日、さくらんぼテレビジョン - 2009年11月1日）
- 24時間テレビ 「愛は地球を救う」（テレビ新潟放送網より中継）ｰ 2010年8月28日
- スマイルスタジアムNST（NST新潟総合テレビ）- 2011年5月7日
- FNS27時間テレビ （フジテレビ）- 2013年8月3日
- ピエール瀧のしょんないTV（静岡朝日テレビ）- 2014年10月30日
- スッキリ!!（日本テレビ）ｰ 2013年4月5日 テリー伊藤のマジックフライデーにて出演
- 笑点 特大号（BS日テレ）- 2013年7月14日 マギー司郎とコラボレーション
- 5時に夢中!（TOKYO MXTV）- 2018年4月10日
- アイアングランマ2（NHKBSプレミアムドラマ）- 2018年6月17日
- Mr.マリック＆マギー司郎が厳選 次世代マジシャン列伝7（BS日テレ） - 2019年1月20日 単独ライブ密着、イリュージョン
- 100TAINER-100秒1本勝負で魅せるスゴ技！（中京テレビ） - 2019年11月9日 井筒和幸にネタ披露
- 特捜9season3（テレビ朝日）-2020年4月29日 第4話「殺人の城」マジック指導、トリック監修、魔術団リーダー役
- 日曜プライム おかしな刑事23（テレビ朝日） ‐ 2020年7月19日 マジック監修、森本さやか役にて出演
- ダウンタウンのガキの使いやあらへんで!（日本テレビ）-2020年3月15日 イリュージョンマジック協力
- クイズ!THE違和感（TBS） - 宮下草薙にマジック指導、監修
- ＃リモラブ 〜普通の恋は邪道〜（日本テレビ） ｰ 2020年12月16日 マジック監修、指導
- アニメ「炎炎ノ消防隊」特別番組（TBS） - 2020年12月18日 アニメの世界観をマジックで再現、実写化 マジック監修
- ザ・マジックシアター5 あなたは奇跡の目撃者となるスペシャル（BSフジ）- 2021年1月16日
- お笑イリュージョン（フジテレビ）- 2022年9月10日 空気階段とコント出演、マジック監修
- 千鳥の相席食堂（テレビ朝日）- 2023年4月25日 神奈川県小田原WBC優勝スペシャルにて杉谷拳士とイリュージョンマジック
- 超絶神業！マジックバトル（NHK総合テレビジョン）- 2023年12月30日
- 漢字ふむふむ（NHK教育テレビジョン）- 2024年2月13日、2024年2月14日

### インターネットテレビ
- 恋するパラダイス（nakano@ddress） - 不定期出演
- なでしこサンミュージック（2011年8月12日開始、ニコジョッキー） 月1金曜
- マリックちゃんねる（ニコニコ動画）ｰ 不定期出演

### CM
- 太田胃散（2010年4月 - ）

### 雑誌
- FLASH（光文社）2007年8月21、28号
- 週刊大衆（双葉社）2007年12月17日号
- 月刊ENTAME（徳間書店）2008年3月号（この中でビキニ姿が掲載されている。）
- CONTINUE Vol.40（太田出版）「あらびき団」特集
- WAVE文京2009 表紙＆巻頭3ページで特集
- 月間Audition7月号 女芸人コンプリートガイド
- ロッキングオンジャパン増刊号 今様ピン芸人見物
- 週刊文春2023年6月1日号（文藝春秋） レディ・マジシャン「奇想天外な人生お見せしましょう」

### DVD
- 笑激!東京ビタミン寄席vol.6(2005年7月22日)グレードコミュニケーション